# EMW 340
La 340 è un'autovettura di fascia alta prodotta dal 1949 al 1955 dalla Awtowelo, una fabbrica tedesco orientale ad amministrazione controllata sovietica che fino al 1951 utilizzò in maniera illecita il marchio BMW per la commercializzazione della vettura e che in seguito, fino al 1955, cambiò il marchio in EMW.

## Storia e profilo

### Contesto storico
Alla fine della Seconda guerra mondiale, la Germania, uscita pesantemente sconfitta, dovette cedere alcuni territori in mano straniera. In particolare, la Turingia passò sotto il controllo diretto dell'Unione Sovietica e con essa anche la città di Eisenach, sede storica della produzione automobilistica BMW fin dalla sua nascita nel 1928. La fabbrica di Eisenach si trovò quindi in difficoltà, poiché il governo sovietico influenzava non poco le sue scelte commerciali. Durante i primissimi anni dopo la fine del conflitto, essa continuò a commercializzare versioni appena aggiornate della BMW 321 e della BMW 326 (in seguito anche della BMW 327) direttamente sotto il controllo sovietico ed al di fuori della volontà della BMW. Tale fabbrica era ormai completamente fuori dal controllo della Casa bavarese, che tra l'altro era politicamente impossibilitata ad intentare cause legali contro la Awtowelo (era questo il vero nuovo nome della fabbrica di Eisenach) e contro la produzione "abusiva" dei suoi modelli. Nonostante alcuni tentativi di rimostranze e minacce di azioni legali, la situazione non si smosse minimamente a causa del regime militare vigente nelle zone destinate entro breve a divenire la DDR. E neppure la BMW poté dar forza a queste lamentele avvalendosi della presenza dell'esercito USA nella zona occidentale della Germania poiché la BMW fu malvista (e quindi tenuta d'occhio) dagli Stati Uniti a causa del suo coinvolgimento nella seconda guerra mondiale come fornitrice di motori aeronautici per la Luftwaffe.

### Genesi e debutto
Il progetto destinato alla realizzazione della futura 340 fu avviato nel settembre 1947: il nuovo modello avrebbe dovuto raccogliere l'eredità di quella che nei territori occupati dall'autorità sovietica era nota come Awtowelo BMW 326, ossia un clone abusivo della BMW 326 d'anteguerra. Come idea di base vi fu quella di utilizzare il telaio della 321, ma con carrozzeria derivata dalle 326 e modificata in varie zone allo scopo di renderla più moderna dal punto di vista estetico. solo in un secondo momento si scelse il telaio a passo allungato della 326. Per realizzare la carrozzeria, si procedette come prima della guerra: la fabbrica di Eisenach offrì numerosi spunti alle autorità sovietiche che presidiavano anche l'apparato industriale di quelle zone e decidevano le strategie industriali e commerciali al posto dei responsabili di ogni fabbrica. Tra i vari incartamenti e progetti trovati nella ex-fabbrica BMW vi furono anche quelli che testimoniavano la collaborazione tra la BMW stessa e la filiale tedesca della Ambi-Budd, la nota carrozzeria americana stabilitasi anche in alcune città europee già diversi anni prima dello scoppio della guerra. La filiale tedesca della Ambi-Budd, sita a Berlino, passò anch'essa sotto il controllo sovietico, ed anche quando nel 1949 fu dichiarata la divisione tra Berlino Ovest e Berlino Est, la Ambi-Budd tedesca si trovò a giacere proprio nella zona sovietica. Quale migliore occasione, quindi, per servirsi di personale qualificato per la realizzazione delle carrozzerie da destinare al nuovo modello? E così fu: già il 25 aprile del 1948 i primi due prototipi, denominati BMW 340-0, furono presentati al Salone dell'automobile di Bruxelles. Vanno notati ancora l'utilizzo abusivo della Casa dell'Elica e la leggerezza con cui tale utilizzo venisse mostrato in un Salone automobilistico dell'Europa occidentale. Ma d'altro canto proprio il Belgio fu il primo Paese che accettò di buon grado l'esportazione di vetture BMW orientali nel suo territorio. Infatti, già da un po' di tempo, da Eisenach giunsero in Belgio modelli come la 321. Comunque sia ci volle ancora del tempo per passare dai prototipi della 340 al modello definitivo: furono necessari ancora molti test su strada e lavori di affinamento per aumentare l'affidabilità di una vettura che in quegli anni sarebbe stata principalmente destinata a cariche politiche o comunque a persone assai facoltose e quindi particolarmente severe ed esigenti. La produzione della 340, inizialmente proposta ancora con il marchio BMW, fu avviata il 7 ottobre 1949, data di nascita della Repubblica Democratica Tedesca.

#### Design esterno ed interno

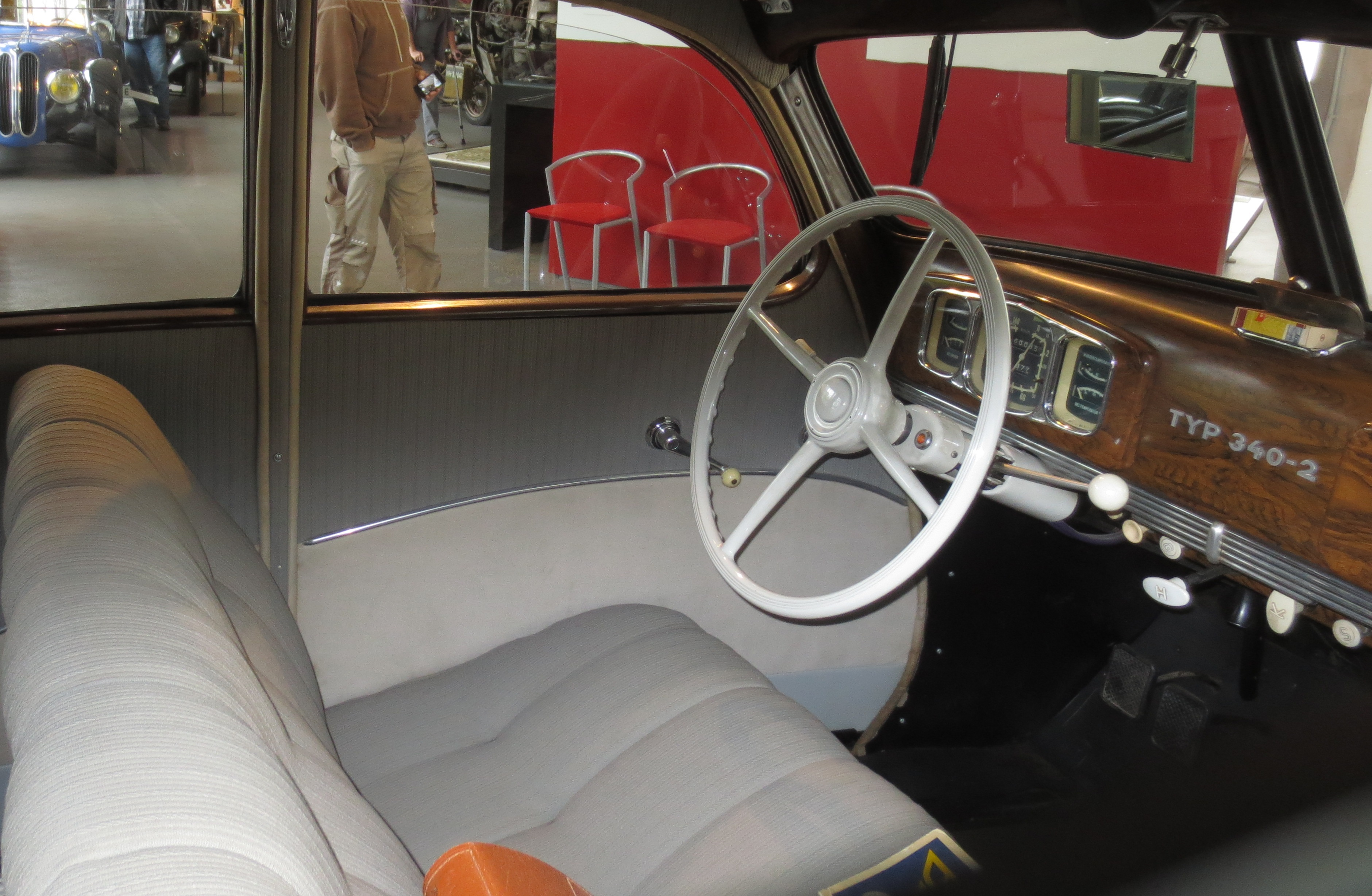
Il posto guida di una 340-2

Per quanto riguardava l'aspetto esteriore, la 340 propose una carrozzeria derivata dalla 326, ma modificata in più zone. Prima di tutto il frontale rinunciò alla calandra a doppio rene in favore di una calandra a forma triangolare formata da listelli cromati orizzontali di diversa lunghezza. Nonostante la scomparsa del "doppio rene" continuò comunque ad essere utilizzato il logo della BMW. Sempre per quanto riguarda il frontale, furono montati nuovi fari tondi di maggiori dimensioni rispetto a quelli della 326 e non più sporgenti ma completamente inglobati all'interno della sagoma del parafango anteriore. La vista laterale mostrava anch'essa un profondo ridisegnamento dei parafanghi, ora molto più avvolgenti e nel contempo più massicci. Le quattro portiere rimasero incernierate nel montante centrale come già nella 326. La coda divenne più sfuggente e scomparve anche il vano esterno per l'alloggiamento della ruota di scorta. Il lunotto, così come anche il parabrezza, erano sdoppiati.
L'abitacolo della 340 era caratterizzato da un cruscotto formato da tre quadranti di forma pressoché rettangolare: il quadrante centrale ospitava il tachimetro e i contachilometri, mentre gli altri due quadranti contenevano strumenti e spie ausiliari. Il volante era a quattro razze disposte ad X con leva del cambio sul piantone. La parte destra della plancia montava invece un orologio, sempre all'interno di uno strumento di forma analoga ai primi tre. Il pannello su cui era montato l'orologio costituiva anche lo sportello di un vano portaoggetti.

#### Struttura, meccanica e motore

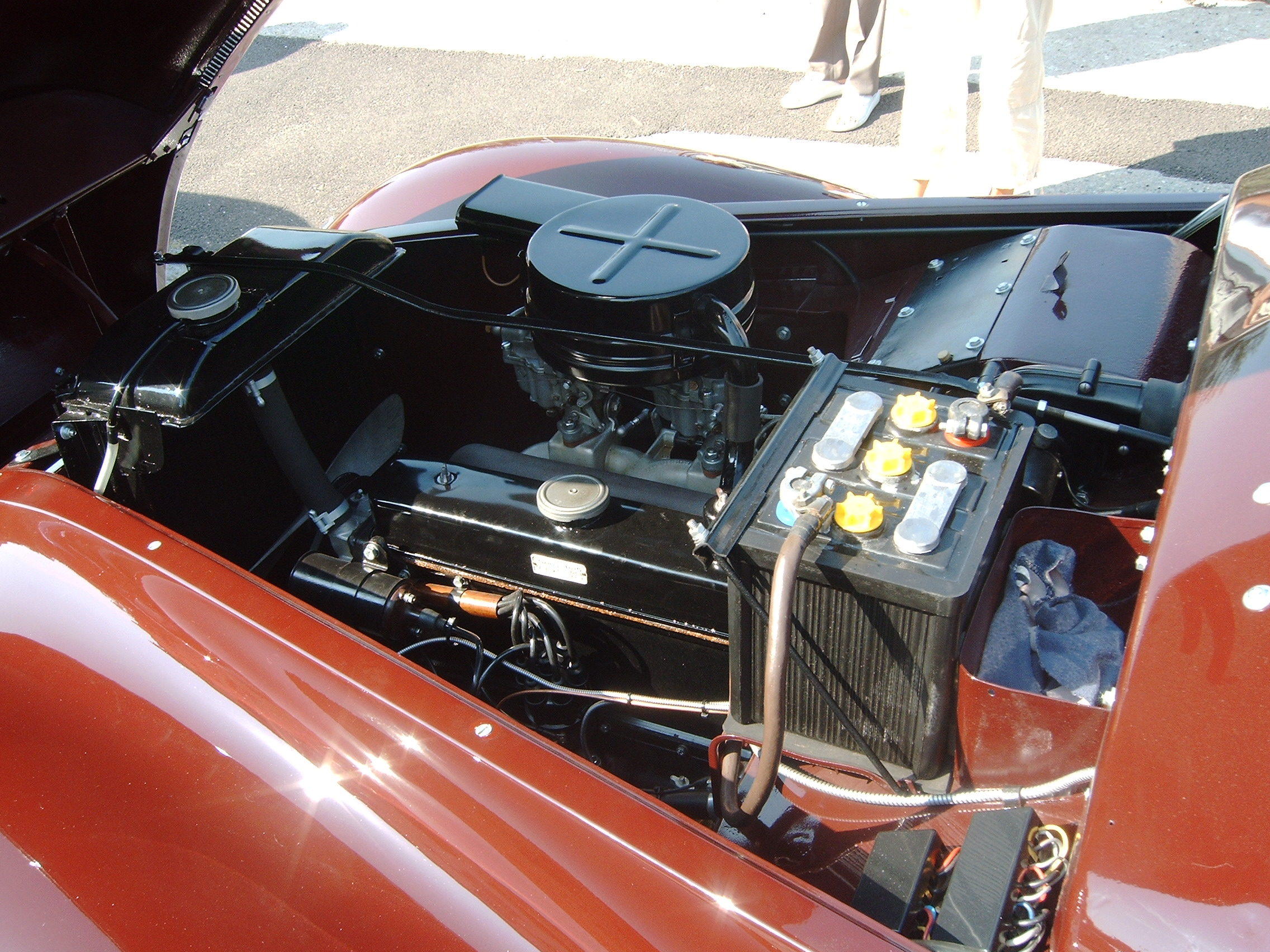
Il vano motore di una 340 con il 6 cilindri da 2 litri di origine BMW 327

La 340 fu realizzata a partire dal telaio a longheroni e traverse utilizzato prima della guerra come base per la 326. Tale telaio fu ripreso in tutto e per tutto, compresa la misura del passo, pari a 2.87 metri in luogo del telaio con interasse di 2.75 metri ipotizzato in un primo tempo ed anch'esso già utilizzato per modelli BMW come la 321. Rimasero invariate anche tutte le soluzioni inerenti alla meccanica telaistica, e quindi l'avantreno a ruote indipendenti con parallelogrammi deformabili e balestra trasversale, nonché il retrotreno a barre di torsione, ma anche l'impianto frenante a quattro tamburi. Ma soprattutto fu il propulsore a tradire più di tutti la parentela tecnica con la 326, visto che si trattava nientemeno che del già noto motore M328 con architettura a 6 cilindri in linea e cilindrata di 1971 cm³. Per quanto riguardava l'alimentazione, essa era affidata a due carburatori Solex: secondo alcune fonti, pare che l'approvvigionamento di questi carburatori provenienti dalla Francia fosse impossibile per gli Stati del Blocco Orientale a causa di un embargo imposto dagli Stati dell'Europa Occidentale, e che per questo motivo tali carburatori venissero importati nella Repubblica Democratica Tedesca per vie illegali. La potenza massima di questo propulsore fu ancora di 55 CV, come nella vecchia BMW 327, versione coupé della 326, anch'essa commercializzata dopo la guerra dapprima abusivamente come BMW e dopo come EMW. Con tale potenza, la velocità massima raggiungibile dalla 340 fu di 115 km/h. Il cambio era invece nuovo, di tipo manuale a 4 marce, con dispositivo di ruota libera su prima e seconda marcia, mentre la terza e la quarta marcia erano le uniche ad essere sincronizzate.

### La carriera commerciale

#### La BMW 340

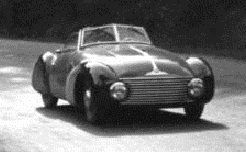
Il prototipo 340-1 roadster, rimasto senza alcun seguito produttivo

Nella mente dei progettisti e dei responsabili commerciali, la 340 avrebbe dovuto essere declinata in numerose varianti di carrozzeria, come peraltro attestano alcuni disegni relativi al programma commerciale inizialmente previsto per la 340 stessa. È abbastanza nota, presso gli appassionati di questo genere di vetture, l'esistenza di un prototipo denominato 340-1 e consistente in una roadster sportiva con carrozzeria in lega leggera, in cui il motore fu portato a 90 CV di potenza massima. Tale prototipo fu realizzato sempre nel periodo immediatamente precedente il lancio della 340 e secondo i programmi della Awtowelo avrebbe dovuto riesumare i fasti sportivi della vecchia BMW 328. Il progetto non venne mai portato avanti oltre ed il prototipo 340-1, pur svelato al Salone di Lipsia, rimase tale nonostante vi fossero peraltro dei potenziali clienti disposti a sborsare delle cifre superiori a quelle della già impegnativa 340 di base, pur di divenire proprietari di una roadster 340-1. Nonostante ciò, questo modello fu sottoposto a test su strada assieme alle altre 340, segno che al momento dell'abbandono del progetto la messa in listino sembrava quasi sicura. Altre varianti di carrozzeria, come la coupé e la cabriolet rimasero addirittura solo sulla carta.

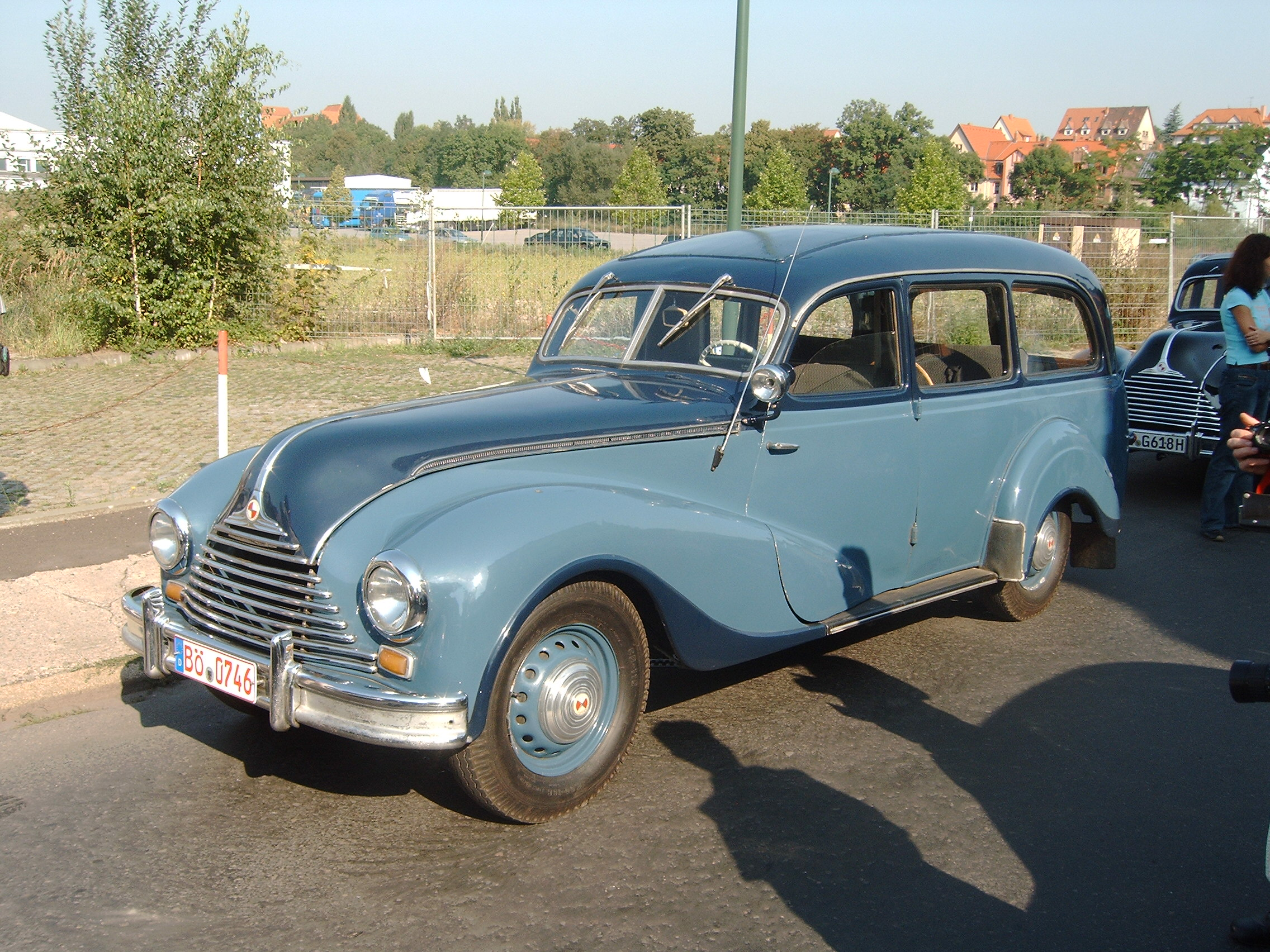
Una EMW 340-2 Kombi, ossia la versione giardinetta

Nel 1951 vi fu un aggiornamento generale che interessò diversi particolari. Vi fu ad esempio l'arrivo dell'impianto di riscaldamento e di una panca anteriore a tutta larghezza in luogo dei due sedili singoli. Ma vi furono anche altre migliorie di dettaglio, sempre volte all'ottimizzazione del comfort, mentre dal punto di vista meccanico la potenza del motore salì a 57 CV. Alla gamma, fino a quel momento costituita dalla sola berlina, si aggiunsero anche due inedite versioni Kombi e furgonata. Quest'ultima fu una variante con cassone realizzato parzialmente in legno e fu assemblata presso la VEB Karosseriewerke Halle, un'altra realtà industriale inglobata dal processo di nazionalizzazione dell'apparato industriale della ex-DDR. Così aggiornata, la gamma vettura prese la denominazione di 340-2, ma il marchio rimase sempre quello della BMW.
Nello stesso anno, la 340 cominciò ad essere esportata in alcuni Paesi esteri, sia dell'Europa Orientale, sia di quella Occidentale: infatti, non solo il Belgio, ma anche i Paesi Bassi, il Lussemburgo, la Grecia, la Norvegia e la Danimarca videro la comparsa della 340 nei rispettivi listini. Per quanto riguarda i mercati dell'Europa orientale, tra questi vi furono la Finlandia, la Polonia e la stessa Unione Sovietica, in cui entrarono 1.709 esemplari, quasi tutti con carrozzeria berlina e destinati ad impieghi ufficiali. Addirittura alcune manciate di esemplari arrivarono nella neutrale Svizzera ed altri raggiunsero persino il Perù, il Venezuela, l'Angola e l'Indonesia.

#### La EMW 340

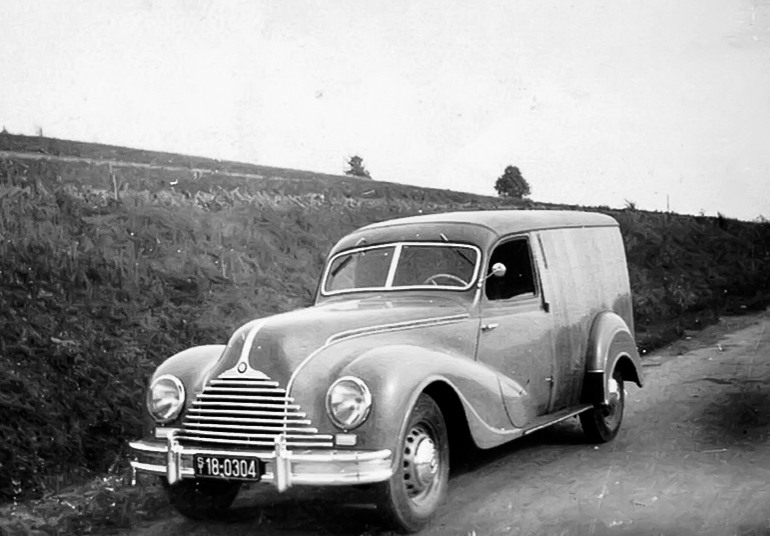
Una 340-3, ossia la versione furgonetta con cassone in legno

La situazione relativa al marchio si sbloccò nel giugno 1952, quando accadde che l'amministrazione della fabbrica Awtowelo venne assegnata dal governo sovietico al governo della Germania orientale. In questo modo, la BMW poté costringere i dirigenti della fabbrica di Eisenach a cambiare marchio alle loro vetture. Fu così che le vetture prodotte ad Eisenach su base BMW vennero marchiate come EMW (Eisenacher Motoren Werke, dal tedesco, "fabbrica motoristica di Eisenach").
La 340 continuò ad essere regolarmente prodotta con marchio EMW fino al 1955, dopodiché la produzione cessò: della 340 furono prodotti in totale 20.953 secondo le statistiche redatte da alcuni storici e appassionati, mentre altre fonti dichiarano una produzione totale di 21.249 esemplari, probabilmente perché vengono inclusi anche gli esemplari con guida a destra, non citati invece nel primo caso. Dell'intera produzione, ben 8.510 esemplari raggiunsero altri mercati, un dato che dimostra non solo la volontà dell'industria automobilistica tedesco orientale di imporsi anche in occidente, ma anche e soprattutto i positivi riscontri ottenuti presso tali mercati.

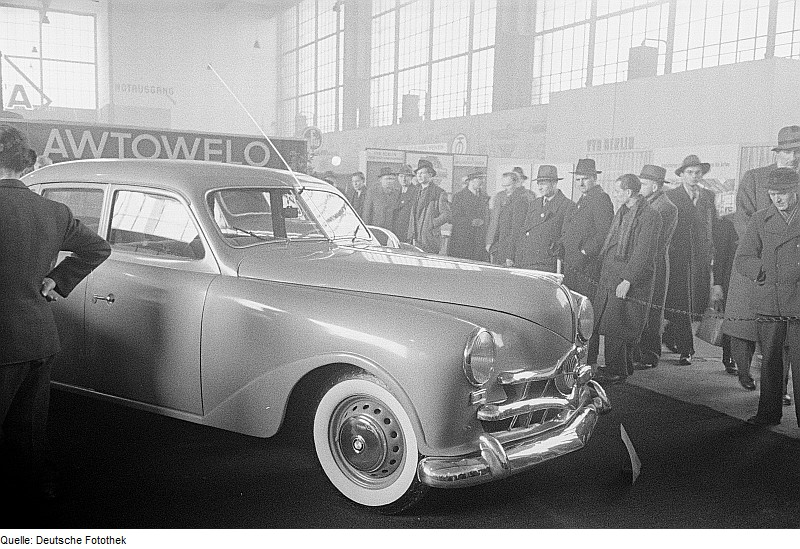
Scorcio della BMW 343, destinata a sostituire la 340, ma mai entrata in produzione

Già da diverso tempo erano stati avviati gli studi relativi alla sua erede, che videro alcune proposte interessanti, come quella relativa ad una vettura con carrozzeria aerodinamica spinta da un motore a due tempi da 2.25 litri. Purtroppo questa vettura rimase allo stadio di modellino in scala. Un po' più oltre si spinse lo studio relativo alla 340-8, realizzata anche come prototipo a grandezza naturale (e con una calandra che ricordava molto da vicino quella delle BMW d'anteguerra), ma anche in questo caso il progetto si arenò dopo che il prototipo evolse dapprima come 342-1 e come 343: sia la 342 che la 343 furono presentate al Salone di Lipsia del 1951, ancora con marchio BMW, abitudine che come si è visto sarebbe stata in seguito cancellata dall'azione legale della Casa di Monaco. In seguito, il prototipo 342 fu anche modificato senza più calandra BMW, ma comunque sia non ebbe ulteriori sviluppi.
In ogni caso, una vettura dello stesso lignaggio della 340 prodotta nella ex-DDR avrebbe debuttato di lì a non molto: nel 1956 vide infatti la luce la Sachsenring P240.

### Tabella produzione
| BMW/EMW 340 (1949-55) |         |         |            |           |          |             |
| Variante carrozzeria  | Berlina | Kombi   | Furgonetta | Ambulanza | Roadster | Telaio nudo |
| Sigla modello         | 340     | 340-7   | 340-3      | 340-4     | 340-1    | 340-5       |
| Anni di produzione    | 1949-55 | 1951-55 | 1951-55    | 1951-55   | 1949     | -           |
| Esemplari prodotti    | 18.778  | 137     | 844        | 533       | 1        | 660         |